# The Fearless Vampire Killers
The Fearless Vampire Killers, or Pardon Me, But Your Teeth Are in My Neck (escurçat a The Fearless Vampire Killers; estrenat originalment al regne Unit com a Dance of the Vampires) és una pel·lícula de comèdia de terror del 1967 dirigida per Roman Polanski, escrit per Gérard Brach i Polanski, produïda per Gene Gutowski i protagonitzada per Polanski amb la seva futur esposa Sharon Tate, al costat de Jack MacGowran, Alfie Bass, i Ferdy Mayne.
A la pel·lícula, un caçador de vampirs esquivant i el seu torpe assistent viatgen a un petit poble de muntanya on troben els rastres reveladors del vampirisme. L'assistent queda encantat per la filla del taverner local, abans de ser segrestada ràpidament. Decidits a salvar la donzella exuberant, s'enfronten al comte no mort al seu castell. La pel·lícula ha estat adaptada a un musical, Dance of the Vampires (adaptació per primera vegada en alemany sota el títol traduït "Tanz der Vampire").

## Argument
El professor Abronsius (Jack MacGowran) i el seu ajudant Alfred (Roman Polanski) arriben en l'hivern a una població remota a Transsilvània motivats pels estranys successos que allí ocorren, els quals generen sòlides sospites sobre la possible presència de vampirs. S'allotgen en la posada de Shagal (Alfie Bass), la seva esposa Rebeca (Jessie Robins) i la seva filla Sara (Sharon Tate). Aviat Alfred s'enamora de Sara, però ella desapareix i comença a estendre's el rumor que ha estat segrestada per algun vampir. Pròxim al poble existeix un castell en el qual habita un aristòcrata, el comte von Krolock (Ferdy Mayne) i el seu fill Herbert (Iain Quarrier). El professor és un investigador del vampirisme i desitja trobar-se amb un cara a cara, per a poder estudiar-ho amb la certesa del verificable. Ell i el seu ajudant entren al castell després de les petjades de Sara, la filla extraviada del posador, en la cerca de respostes científiques al fenomen dels «no morts»; respostes que a la fi trobaran, durant un inesperat ball, que és el que dona el títol a la pel·lícula.

## Repartiment
- Jack MacGowran com el professor Abronsius
- Roman Polanski com a Alfred, assistent d'Abronsius
- Sharon Tate com Sarah Shagal
- Alfie Bass com a Yoyneh Shagal, l'hostaler
- Ferdy Mayne com el comte von Krolock / narrador
- Terry Downes com a Koukol, el servent de Krolock
- Fiona Lewis com a Magda, la minyona de Shagal
- Iain Quarrier com a Herbert von Krolock
- Jessie Robins com a Rebecca Shagal
- Ronald Lacey com a Village Idiot
- Sydney Bromley com a conductor de trineu
- Andreas Malandrinos com a llenyataire
- Otto Diamant com a llenyataire
- Matthew Walters com a llenyataire
- Vladek Sheybal com a Herbert von Krolock (veu, sense acreditar)

## Producció
Roman Polanski parla de les dificultats de producció a la seva autobiografia: "El nostre primer mes de rodatge a l'aire lliure es va convertir en una sèrie d'improvisacions enginyoses, principalment perquè el canvi d'última hora d'un lloc (Àustria) a un altre (Urtijëi, una estació d'esquí italiana a les Dolomites) ens havia deixat tan poc temps per revisar els nostres horaris de rodatge. El fet de rodar a Itàlia va comportar la contractació d'un cert nombre de tècnics italians i això, al seu torn, va generar certa fricció internacional. Gene Gutowski (el productor europeu de la pel·lícula) va sospitar amb raó que els italians ens estaven robant a cegues."
El director de fotografia Douglas Slocombe va dir: "Crec que ell (Roman) va posar més d'ell mateix a Dance of the Vampires que a cap altra pel·lícula. Va treure a la llum l'interès que té en els contes de fades. Hom va ser conscient durant tot el temps quan fent de la imatge d'una Europa central com a rerefons de la història. Molt pocs de la tripulació hi podien veure alguna cosa, pensaven que era una tonteria passat de moda. Però vaig poder veure aquest rerefons... Tinc origen francès i vaig poder sentir l'atmosfera centreeuropea que l'envolta. La figura d'Alfred s'assembla molt al mateix Roman: una figura lleugera, jove i una mica indefensa, un toc de Kafka. És una declaració molt personal. del seu propi humor, ja que solia riure durant tot el recorregut de les escenes." Aquesta pel·lícula va ser el material d'origen del musical d'escenari europeu Tanz der Vampire. Està ple de nombroses referències al rei Ricard III d'Anglaterra, que fins i tot apareix a l'escena del ball.
Quan la pel·lícula es va estrenar per primera vegada als Estats Units, MGM va voler comercialitzar-la com una "farsa". L'editor en cap de MGM Margaret Booth i el cap de postproducció teatral Merle Chamberlain van tallar 12 minuts de material i, a més d'afegir el pròleg animat entre altres canvis, el personatge del professor Abronsius va ser redoblat per donar-li una veu ximple de dibuixos animats que s'adaptaria al to "curiós" de la pel·lícula. Aquesta versió es va retitular lleugerament com "The Fearless Vampire Killers, or Pardon Me, But Your Teeth Are in My Neck". Aquesta va ser la versió més vista als EUA fins que va desaparèixer de la circulació a mitjans dels anys setanta. A principis de la dècada de 1980, MGM va descobrir una impressió del tall original de Roman Polanski i la va enviar a diverses cases de repertori i revival per a les projeccions. El tall de Polanski ha despertat un nou interès i ha revalorat les opinions de crítics i fans de les obres de Polanski, que anteriorment han colpejat la pel·lícula amb el seu tall mutilat dels Estats Units. Des d'aleshores, la versió original de la pel·lícula és la més disponible avui dia i s'ha llançat en VHS, LaserDisc, DVD i Blu-ray, i ocasionalment s'emet a TCM.

## Anàlisi
La pel·lícula barreja comèdia, burlesque, farsa amb terror i fantasia estranya. És una paròdia de les pel·lícules de vampirs produïdes per Hammer, alineant voluntàriament els tòpics amb també influències de Nosferatu de Murnau i Vampyr de Carl Dreyer.
El retrat a la paret del dormitori d'Alfred al castell del comte Von Krolock és de Ricard III, rei d'Anglaterra de 1483 a 1485. Al dormitori ocupat per Abronsius, podem veure un retrat de Marcus Gheeraerts darrere del llit. Un altre retrat del castell és el d'una dona vella, inspirat en un esbós de Leonardo da Vinci, i que representaria Margarete Maultasch, comtessa del Tirol (1318 - 1369). La sala de ball està decorada amb un fresc que representa el El triomf de la Mort de Pieter Brueghel el Vell.
Fou la pel·lícula de clausura de la I Setmana Internacional de Cinema Fantàstic i de Terror.

## Mitjans domèstics
The Fearless Vampire Killers va ser llançat en DVD per Warner Home Video el 13 de setembre de 2005 com a DVD de pantalla panoràmica de la Regió 1, i més tard a altres territoris. Aquesta versió és el tall original de Polanski que porta la targeta de títol The Fearless Vampire Killers. Cinemagia va emetre un DVD brasiler sense regió que, tot i que utilitzava un letterbox mestre datada 4:3 del tall original, té el pròleg dels Estats Units com a característica addicional. Fora de les impressions de 16 mm o 35 mm, no hi ha cap versió oficial coneguda del tall nord-americà reeditat.
La pel·lícula, utilitzant la mateixa versió que el DVD de 2005, va ser llançada per Warner Home Video a França el 20 de desembre de 2013. Aquest Blu-ray està bloquejat a Regió B i no es reprodueix a la majoria de reproductors de Blu-ray nord-americans. El setembre de 2019, Warner Archive va anunciar un Blu-ray dels Estats Units per a The Fearless Vampire Killers. Publicat dos mesos després, utilitza un nou HD remasteritzat del 2019 del tall original de Polanski, juntament amb els extres del llançament del DVD i l'addició del pròleg animat dels EUA.